# Сільвай Нестор Несторович
Нестор Несторович Сільвай (нар. 9 січня 1927 — пом. 19??, Рівне) — радянський український футболіст та тренер, грав на позиції півзахисника.

## Кар'єра гравця
На клубному рівні виступав за «Динамо» (Чернівці) та «Спартак» (Станиславів).

## Кар'єра тренера
По завершенні кар'єри гравця розпочав тренерську діяльність. У червні 1954 року призначений головою Комітету з фізичної культури та спорту Станиславова, але працював на посаді нетривалий період часу. У 1962 році призначений головний тренер рівненського «Колгоспника». З початку року й до липня 1971 знову працював головним тренером рівненського клубу, який змінив назву на «Горинь».
Потім працював футбольним арбітром та на спортивних посадах у Рівному.